# Libertad (álbum de Velvet Revolver)
Libertad es el segundo álbum de estudio de la agrupación estadounidense Velvet Revolver. Este álbum fue lanzado en Estados Unidos el 3 de julio del 2007.

## Lanzamiento y promoción
Velvet Revolver originalmente anunció este proyecto para el 2005 cuando el cantante, Scott Weiland, dijo que la banda estaba planeando el concepto del álbum, aunque el último detalle se dio cuando se nombró a Rick Rubin para la producción del álbum. Sin embargo, los miembros de la banda aseguraron que Rubin no era la persona adecuada para los fines de la banda y aun así siguieron el proyecto con él. En diciembre del 2006, Velvet Revolver comenzó a trabajar con Brendan O'Brien, quien produjo álbumes de Stone Temple Pilots (banda que integraba Scott Weiland antes de Velvet Revolver). Scott Weiland comentó en Kerrang!, "Nosotros estamos emocionados por este nuevo proyecto. Y no volvimos a nuestro apartamento en un buen rato, no sabíamos la manera como lo haríamos. Una vez Brendan (O'Brien) vino y nos avisó que el disco ya estaba hecho, entonces nosotros queríamos disparar un arma porque esto fue una nueva energía". La grabación comenzó el 11 de diciembre y continuó por todo diciembre, enero y febrero. El proceso estuvo grabado por medio de blogs en su web oficial.
El 26 de junio de 2007, Velvet Revolver, lanzó un adelanto de Libertad en su totalidad.
El álbum debutó en el puesto 5 del listado Billboard 200, sus ventas fueron de 92 000 copias en su primera semana, el 12 de octubre los ventas ascendían a las 222 000 copias y cayó debido a las bajas promociones. El álbum es certificado de oro por sus ventas en Nueva Zelanda. En el lanzamiento, Libertad tuvo un buen comentario de parte de la crítica y fue nombrado el posible "Mejor álbum de rock del verano".
Libertad incluye 10 minutos en video de un documental llamado Re-Evolution: The Making of Libertad (dirigido por Rocco Guarino). Una edición de lujo fue lanzada junto con un DVD documental de 30 minutos llamado Tierra Roja, Sangre Roja (dirigido también por Guarino), que fue el documental de la banda cuando recorrían Sudamérica.
Con la promoción del álbum, Velvet Revolver realizó un tour por Sudamérica con Aerosmith. La actuación se cerró con más de 70 000 fanes en asistencia. Pronto, VR se embarcó en una gira por clubes de EE. UU., revelando otras canciones. La banda también tocó en festivales tales como el Download Festival. El 27 de agosto comenzaron un tour en EE. UU. con Alice in Chains, y luego un tour por Europa y Asia. 
Las canciones de este álbum estuvieron en X Games XIII como el origen musical del evento. La canción «Let It Roll» fue usada como la canción oficial del evento WWE Diva Search. La canción «American Man» fue usada para promocionar la popular serie de televisión Prison Break.

## Controversia sobre la portada
La portada del álbum está inspirada en las monedas de 5 y 10 pesos acuñadas en Chile durante la dictadura militar de Augusto Pinochet (1973-1990). Estas originalmente llevaban en su anverso la figura del Ángel de la Libertad (un ángel o la diosa Victoria/Niké) rompiendo unos grilletes puestos en sus muñecas. A los costados de la figura se podía leer "11-IX" y "1973" (11 de septiembre de 1973, fecha del golpe militar que derrocó al presidente (Salvador Allende) quien había sido declarado inconstitucional por el Congreso al romper el Estatuto de Garantías Democráticas, y, debajo de esta, la palabra "Libertad". Desde la restauración de la democracia en Chile, la figura alada y el irónico texto de las monedas han sido reemplazados por una efigie del libertador Bernardo O'Higgins.
Slash explicó en una entrevista de 2007: “Nuestra productora tenía un collar que era una moneda chilena. Esa que tiene en un lado una mujer con esposas. Eso va a estar en la contraportada del álbum. Le dije que me diera una copia de la moneda para tenerla. Su cara sale en la portada y luego cuando la abres puedes ver las alas y lo demás”.
En esa misma entrevista, Slash también reportó que solo se enteró del significado de la imagen en un concierto en Brasil.

## Canciones
| N.º | Título                                                         | Duración |  |
| 1.  | «Let It Roll»                                                  | 2:31     |  |
| 2.  | «She Mine»                                                     | 3:25     |  |
| 3.  | «Get Out The Door»                                             | 3:14     |  |
| 4.  | «She Builds Quick Machines»                                    | 4:02     |  |
| 5.  | «The Last Fight»                                               | 4:03     |  |
| 6.  | «Pills, Demons & Etc»                                          | 2:54     |  |
| 7.  | «American Man»                                                 | 3:56     |  |
| 8.  | «Mary Mary»                                                    | 4:34     |  |
| 9.  | «Just Sixteen»                                                 | 3:59     |  |
| 10. | «Can't Get It Out Of My Head» (Electric Light Orchestra Cover) | 3:58     |  |
| 11. | «For A Brother»                                                | 3:26     |  |
| 12. | «Spay»                                                         | 3:06     |  |
| 13. | «Gravedancer»                                                  | 4:36     |  |
| 14. | «Don't Drop That Dime» (Pista Oculta)                          | 4:00     |  |
| 15. | «Gas And Dollar Laugh» (Bonus Track)                           | 3:17     |  |
| 16. | «Messages» (Bonus Track)                                       | 4:48     |  |
| 17. | «Psycho Killer» (Bonus Track, Talking Heads Cover)             | 4:17     |  |

## Miembros
- Scott Weiland - Voz y teclado
- Slash - Guitarra solista
- Duff McKagan - Bajo y segunda voz
- Dave Kushner - Guitarra rítmica
- Matt Sorum - Batería y segunda voz

## Singles
| Año  | Título                      | Posiciones   | Posiciones       | Posiciones           |
| ---- | --------------------------- | ------------ | ---------------- | -------------------- |
| Año  | Título                      | U.S. Hot 100 | U.S. Modern Rock | U.S. Mainstream Rock |
| 2007 | "She Builds Quick Machines" | 104          | 14               | 2                    |
| 2007 | "The Last Fight"            |              |                  | 16                   |